# Gabriel Audisio
Gabriel Audisio (Marsiglia, 27 luglio 1900 – Issy-les-Moulineaux, 26 gennaio 1978) è stato uno scrittore e poeta francese.
Suo padre, nato in Italia da padre piemontese e da madre savoiarda, fu a tre riprese direttore del teatro municipale di Algeri. Fu in seguito capo dei servizi dell'Ufficio Algerino d'Azione Economica e Turistica.

## Opere
Poesia
- Hommes au soleil, éditions du Mouton Blanc, 1923
- Antée, Cahiers du Sud, 1932
- La Cage ouverte, Charlot, 1938
- Blessures, Fontaine, 1940
- Poèmes du lustre noir, Robert Laffont, 1944
- Rapsodie de l'amour terrestre, Rougerie, 1949
- Danger de vie, Rougerie, 1953
- Le Zodiaque fabuleux, Rougerie, 1957
- Fables, Belfond, 1966
- Racines de tout, Rougerie, 1975
- De ma nature, Rougerie, 1978

### Saggi
- Jeunesse de la Méditerranée, Gallimard, 1935
- Sel de la mer, Gallimard, 1936
- Amour d'Alger, Charlot, 1938
- La leçon d'Abrard ou le Français désincarné, Charlot, 1940
- Ulysse ou l'intelligence, Gallimard, 1946
- Algérie, Méditerranée. Feux vivants, Rougerie, 1957

### Romanzi
- Trois hommes et un minaret, Paris, Rieder, « Prosateurs français contemporains », 1926; riedizione a cura di Maria Chiara Gnocchi, Paris, L'Harmattan, « Autrement mêmes », 2009, ISBN 978-2-296-10713-7.
- Héliotrope, Gallimard, 1928
- Les Compagnons de l'Ergador, Gallimard, 1941
- Le Colombier de Puyvert, Gallimard, 1953
- Contretemps, Del Duca, 1963

### Racconti
- Les Augures, Gallimard, 1932
- L’Opéra Fabuleux, Julliard, 1970

### Teatro
- Incarnada, ou la Victoire des morts, tragédie en 4 actes, Lausanne, Rencontre, 1951
- La clémence du Pacha, testo inedito, 1953